# Paguristes meloi
Paguristes meloi is een tienpotigensoort uit de familie van de Diogenidae. De wetenschappelijke naam van de soort is voor het eerst geldig gepubliceerd in 2004 door Nucci & Hebling.